# Войвож (приток Седмеса)
Войвож — река в России, протекает по Республике Коми. Устье реки находится в 30 км по правому берегу реки Седмес. Длина реки составляет 19 км.

## Данные водного реестра
По данным государственного водного реестра России относится к Двинско-Печорскому бассейновому округу, водохозяйственный участок реки — Печора от впадения реки Уса до водомерного поста Усть-Цильма, речной подбассейн реки — бассейны притоков Печоры ниже впадения Усы. Речной бассейн реки — Печора. Код объекта 03050300112103000077940.